# サンアンドレアス (グランド・セフト・オート)
サンアンドレアス（英語: San Andreas）は、ロックスター・ゲームスが制作・販売しているクライムアクションゲームシリーズ『グランド・セフト・オートシリーズ』に登場するアメリカ合衆国の架空の州、または都市。「サンアンドレアス」という名前はサンアンドレアス断層に由来する。

## グランド・セフト・オート版

### 概要
『GTA』に登場したサンアンドレアスは州ではなく都市であり、主人公がリバティーシティの次に訪れる。リバティーシティと比べて明るい雰囲気で、坂が多いのが特徴。モデルはサンフランシスコ。
- アイ・ヴァレー（Aye Valley）
- アトランティック・ハイツ（Atlantic Heights）
- イーグルサイド（Eagleside）
- ウッドヒル（Wood Hill）
- ウッドサイド（Woodside）
- エクスキャリバー（Excalibur）
- グレンウッド（Glen Wood）
- サンビュー（Sun View）
- サンライズ（Sunrise）
- セーラーズ・ワーフ（Sailor's Wharf）
- ソヴィエト・ヒル（Soviet Hill）
- チャイナタウン（Chinatown）
- テレフォン・ヒル（Telephone Hill）
- ポテト（Potato）
- マーケット（Market）
- マリーナ（Marina）
- リッチマン（Richman）

## グランド・セフト・オート・サンアンドレアス版

### 概要
『SA』に登場するサンアンドレアス州はアメリカのカリフォルニア州とネバダ州を合わせたような州であり、大きく分けて「ロスサントス（Los Santos）」「サンフィエロ（San Fierro）」「ラスベンチュラス（Las Venturas）」の3つのエリアで構成されており、それぞれのエリア間は川、もしくは海で隔てられているため、橋を渡って移動することになる。また、細かく分類すれば、上記3つの都市及び5つの郡「レッド・カウンティ（Red County）」、「フリントカウンティ（Flint County）」、「ウェットストーン（Whetstone）」、「ティエラロバーダ（Tierra Robada）」、「ボーンカウンティ（Bone County）」に分類される。

### ロスサントスおよび周辺地域

#### ロスサントス（Los Santos）
ロスサントスはサンアンドレアス州の南東部に位置する都市で、州内で最大の都市である。カリフォルニア州ロサンゼルスをモデルとしており、ハリウッドのような高級住宅地からコンプトンのようなスラム街まで幅広い階層の人々が暮らしている。主人公CJの故郷。北側にレッド・カウンティ、西側にフリント・カウンティがあり、東側は大半がギャングの縄張りになっているため犯罪が多発している。
アイドルウッド（Idlewood）
ガントン地区と隣接する住宅街。かつてはグローブのシマであったが、5年の間にバラスのシマになってしまった。ビッグ・スモークが住んでいた家や、ピザ屋、リース爺さんの床屋、タトゥー屋などがある。モデルはイングルウッド。
イーストビーチ（East Beach）
ロスサントスの東端一帯を占めるビーチ。近くにはレースを楽しめるロスサントス・フォーラム（ザ・フォーラムがモデル）が存在する。長年バゴスのシマとなっている。モデルはロングビーチ。
イースト・ロスサントス（East Los Santos）
ロスサントス東部の町で、長い間バコスのシマである。裏切りが発覚したビッグ・スモークが籠城していたビルがある（最終的に爆破される）。イースト・ロサンゼルスがモデル。
ウィロー・フィールド（Willowfield）
ガントンの南に位置する地区で、住宅や工場、倉庫が建ち並ぶ。また、エメットが住んでいる。モデルはウィロー・ブルック。
ヴェローナビーチ（Verona Beach）
サンタマリア海岸に隣接するビーチ。屋外にはジムがある。モデルはヴェニス。
エル・コローナ（El Corona）
ロスサントス国際空港の北にある住宅街で、バリオス・ロス・アステカの本拠地。シーザーの自宅やユニティー駅もこの地区にある。
オーシャン埠頭（Ocean Docks）
ロスサントス市内の臨海部にある港湾地区。CJとライダーが襲撃した州兵補給所などがある。また、イントロダクションDVDではこの近くでペンデルペリーがテンペニー達に殺害されている。
ガントン（Ganton）
ロスサントス東部に位置するゲットー。スタジアム方面へ続く大通り「グローブストリート」に面する地区であり、CJをはじめ、スウィート、ライダーなどグローブストリートファミリーの中心メンバーが住み、同ファミリーにとって本拠地ともいえる地区である。全米有数の犯罪都市、コンプトンがモデル。
カンファレンス・センター（Conference Center）
コマースの西に位置する国際展示場。モデルはロサンゼルス・コンベンションセンター。
グレン・パーク（Glen Park）
広い公園で中心部に池などがある。バラスのシマであったが後にグローブのシマとなる。モデルとなったのはマッカーサー・パーク。
コマース（Commerce）
ダウンタウンの南に位置する商業地区。パーシング・スクエアはここに属する。CJとビッグ・スモークがロシアンマフィアと戦ったアトリウム（銃撃戦後に逃亡する際にウェスティン・ボナベンチャー・ホテルと思わしき建物が映る）がある。
サンタマリアビーチ（Santa Maria Beach）
ロスサントス南にあるビーチで訪問者も多く、居酒屋や遊園地などがある。週末はトライアスロン大会が開かれている。モデルはサンタモニカのヴェニスビーチ。
ジェファーソン（Jefferson）
ガントンの北、グレン・パークの東に位置する中産階級向けの住宅街。ここにあるモーテルで、スウィートや各地のギャングの代表達は停戦の会合をしようとした。郡立総合病院、南部にワッツ・タワーを模した塔がある。モデルはワッツ。
ダウンタウン・ロスサントス（Downtown Los Santos）
ロスサントスの中心部にある街で、巨大な拳銃の看板が入り口に立っているアミュネイションの本店や、ロスサントスで最も高い73階建てで310メートルのタワー（ライブラリータワーをモデルにしている）がある。
テンプル（Temple）
ロスサントスの西にある地区。グローブのシマであったが。5年の間に支配力が弱まってしまった。チャイニーズシアターや、亡きグローブのメンバー達が眠る「ロス・セパルクロス墓地」があり、オープニングミッションにおいて母親の葬儀に向かったCJがスウィート達と再会する。後に母親殺害の報復により、バラスの主要メンバーの1人であるケインがここでCJ達に殺害されている。
バーダント・ブラフ（Verdant Bluff）
リトル・メキシコの南、ロスサントス国際空港の西にある丘。丘の上にはグリフィス天文台をモデルとした天文台が建っている。モデルはグリフィス公園。
パーシング・スクエア（Pershing Square）
コマースの中にある噴水をたたえた広場。広場を中心にロスサントス市庁舎や市警本部がある。
バインウッド（Vinewood）
ロスサントス北部の高台に位置する。ハリウッドがモデル。本場のハリウッドサインさながら山の斜面に「VINEWOOD」の文字が掲げられている。このバインウッドとは、ブドウの木（Vine+Wood）と言う意味であり、本場のハリウッドもカリフォルニア・ホーリー+ウッドと言う意味である。
プラヤ・デル・セビリヤ（Playa del Seville）
ロスサントス南東部の地区、ライダーの友人のLBがガレージを所有している。モデルはプラヤ・デル・レイ。
マーケット（Market）
ダウンタウンに隣接しており、オールセインツ総合病院やショッピングモール、レコード会社（モデルはキャピトル・レコード）などもある。マーケット駅もここに存在する。
マリーナ（Marina）
ビーチとバインウッド、マーケット地区に挟まれた所に位置する住宅街。モデルはマリナ・デル・レイ。
マルホランド（Mulholland）
ロスサントス北部の住宅街。丘の上にはマッド・ドッグ邸がある。名前はロサンゼルスの北を走るマルホランド・ドライブから来ている。
マルホランド・インターセクション（Mulholland Intersection）
マルホランドにある巨大な交差点。ロスサントス市内やラスベンチュラス方面と接続する。真下にある駐車場はCJやスウィートがバラスと抗争しテンペニーたちに逮捕された場所でもある。
ラス・コリナス（Las Colinas）
ロスサントス北東部に位置する地区。丘の上や急峻な斜面に住宅街が形成されている。バゴスの本拠地。
リッチマン（Richman）
ロスサントス北西部、レッドカウンティとの境の丘上を占める地区。ロスサントスの街並みを見下ろすように大邸宅が建並ぶ。
リトル・メヒコ（Little Mexico）
エル・コローナに隣接する地区でバリオスのシマ。ここでストリートレースに参加することができる。
ロスサントス国際空港（Los Santos International Airport）
ロスサントスにある国際空港で、サンフィエロやラスベンチュラス、リバティーシティなどに定期便があり、世界でも4番目に離陸数が多いという。滑走路は東西に2本が平行にあり、旅客ターミナルは地上と地下の二層に分かれている。モデルはロサンゼルス国際空港。
ロス・フローレス（Los Flores）
イーストロスサントスとイーストビーチの間の狭小な地区。個人商店や安アパートが建並んでいる。
ロデオ（Rodeo）
ロスサントス西端を占める地区。衣料店や高級商店などが目立つ。モデルはビバリーヒルズだが、名前の由来はロデオ・ドライブ。

#### レッドカウンティ（Red County）
ロスサントス北部郊外の郡。「パロミノクリーク」「モンゴメリー」「ディリモア」「ブルーベリー」の4つの小さな町を擁する。
マーティン・ブリッジおよびファロウ・ブリッジにてボーン・カウンティと、メイコ・スパン及びフリードリック鉄道橋にてラスベンチュラスと接続する。また、パノプティコン方面でサンフィエロと接続する。
パロミノクリーク（Palomino Creek）
レッドカウンティ最大の町。ミッション『Small Town Bank』に登場する銀行がある。この町の近くにある湖「フィッシャーズラグーン」では、週末トライアスロンが行われている。
モンゴメリー（Montgomery）
レッドカウンティ郡北東部に位置する小さな町。人口は3,623人。ミッション『Against All Odds』で登場する競馬の場外馬券売場があり、また、クリッペン記念病院 (Crippen Memorial Hospital )、サンアンドレアス中で手に入る1$清涼飲料水スプランク(）Sprunk）)製造工場がある。工場の扉は閉まっており、人の出入りも無いが、屋根にあるSprunkの缶は回転しているので、操業自体は行っていると思われる。
ディリモア（Dillimore）
ロスサントス北部郊外の小さな町。人口は2,130人。農業地域に属するが、警察署、レストラン、塗装屋の他、ミッション『Tanker Commander』に登場する防犯対策のしっかりしたガソリンスタンド等、様々な施設が整備されている。
ブルーベリー（Blueberry）
ロスサントス郊外に位置する小さな町。人口は1,305人。ヘレナ・ワンクスタインが銃を乱射しているアミュネイションと、ミッション『Local Liquor Store』に登場するしばしば強盗に遭う酒屋がある。
ブルーベリー・エーカー（Blueberry Acres）
ブルーベリーの西に隣接する農場。農場の正式名称は「Easterboard Farm」。
パノプティコン（The Panopticon）
レッドカウンティとサンフィエロの中間に位置する丘。ミッション『Wu Zi Mu』におけるカーレースのゴール地点と、『Farewell,My Love...』のスタート地点となる。名前の由来はパノプティコン。
ファーンリッジ（Fern Ridge）
モンゴメリーとブルーベリーの間にある小高い丘。カタリーナの隠れ家がある。
ハンキーパンキー・ポイント（Hankypanky Point）
パロミノクリークのやや北にある小さな丘。ここから対岸にあるラスベンチュラスの街並みが望める。
ヒルトップ・ファーム（Hilltop Farm）
ロスサントスの北に位置する小高い丘の上にある農場。
ノースロック（North Rock）
ロスサントスとパロミノクリークの間に位置する岩場。

### サンフィエロおよび周辺地域

#### サンフィエロ（San Fierro）
カリフォルニア州サンフランシスコをモデルとしており、超高層ビルが立ち並ぶ商業都市。全体的に地形の起伏が激しく、日本語版のCMでもスタントシーンに使われた。サンアンドレアスにある3つの都市の中では面積が最も小さい。南側にはチリアド山やエンジェルパインの町があり、北にはゴールデンゲートブリッジがモデルのガントブリッジとその先の田舎町「ベイサイド」がある。北東のティエラロバーダにはサンフランシスコ・オークランド・ベイブリッジをモデルにしたガーヴァーブリッジを渡って向かう（道路橋であるガーヴァーブリッジおよび鉄道橋であるキンケードブリッジは、イギリスのエディンバラのフォース湾に懸かるフォース道路橋とフォース鉄道橋もモデルとなっている）。また、市内の各所にはストーリー開始以前に発生した地震の遺構が残されており、ドハティにて崩壊した建造物を、イースターベイシンにて崩壊した高速道路を見る事ができる。天候は雨が多く、北東部は濃霧がかかることが多い。
アヴィスパ・カントリークラブ（Avispa Country Club）
サンフィエロ南部にあるゴルフ場。近くにはウェットストーン、フリントカウンティを経てロスサントスへと至る高速道路が走っている。「アヴィスパ」とはスペイン語でスズメバチの意。
イースターベイシン（Easter Basin）
サンフィエロ東部にある港湾地区。車両を輸出入できる密輸船や、強襲揚陸艦が係留されている海軍基地がある。基地に入ると手配レベルが5になる。
イースター湾空港（Easter Bay Airport）
サンフィエロ南東部に位置する空港。広大な地下駐車場があり、空港の一角にはヘリポートもある。サンフランシスコ国際空港がモデル。
エスプラネード（Esplanade North/East）
サンフィエロの北に位置し、それぞれ北地区と東地区に分かれている。Tボーンが殺害された「Pier 69」が存在する。（モデルはサンフランシスコの観光スポットピア39）“エスプラネード”とは「遊歩道」の意。複数の桟橋にヨットや潜水艦が停泊している。
オーシャン・フラッツ（Ocean Flats）
サンフィエロ西部の海岸沿いの地区。カラフルに彩色された家が立並ぶ。この地区の南にアヴィスパ・カントリークラブがある。
カルトンハイツ（Calton Heights）
ダウンタウンに隣接する住宅街。市内で最も標高が高い。蛇行した特徴的な道路「Windy Windy Windy Windy Street」が有名。モデルはパシフィックハイツ。
ガルシア（Garcia）
サンフィエロの中央部、ドハティの隣の区画。サンフィエロ・リファの本拠地ともなっている。ゼロのラジコンショップやコブラ武道場もある。
クィーンズ（Queens）
キングスの西にある地区。ゲイやレズビアンのコミュニティが存在し、あちこちでレインボーフラッグを見かけることができる。
キングス（King's）
ダウンタウンに隣接する商業地区。西に路面電車の車庫がある。
サンタ・フロラ（Santa Flora）
シティ・ホールに隣接する地区。地域の中核となる大規模な病院、サンフィエロ医療センターがある。
シティ・ホール（City Hall）
官庁街。ロータリーを中心として、市庁舎や美術館が並んでいる。モデルはサンフランシスコ・シティホール。
ジュニパーヒル（Juniper Hill）
パリセーズとチャイナタウンに挟まれた地区。ロシアンヒルがモデル。ロシアンヒルには「Windy Windy Windy Windy Street」のモデルとなった「ロンバード・ストリート」があるが、ゲーム中ではパシフィックハイツをモデルにしたカルトンハイツに存在する。
ジュニパーホロウ（Juniper Hollow）
バッテリーポイントの南にある地区。ここから伸びるガントブリッジを通ってティエラロバーダに行くことができる。モデルはカウホロウ。
ダウンタウン（Downtown）
高層ビルが立ち並ぶビジネス街。中央は金融街となっている。
チャイナタウン（China Town）
サンフィエロのほぼ中央、傾斜の大きな地区に位置する中華街。ウージー率いるマウンテンクラウドボーイズの本拠地である。
ドハティ（Doherty）
サンフィエロの南寄りに位置する地区。ドライビングスクールがあり、CJがカタリーナから譲り受けたガレージもここにある。外れには「シクスティナイナーズ（69ers）」の本拠地「Corvin Stadium」があり、ブラッドリングも行われている。また、サンフィエロ唯一の鉄道駅であるクランベリー駅もこの地区に存在する。モデルはドッグパッチ。
ハシュバリー（Hashbury）
ガルシアの西に隣接する地区。ヒッピーショッパーや個性的な店構えの小売店が並んでいる。ヘイト・アシュベリーがモデル。
バッテリーポイント（Battery Point）
ガントブリッジのサンフィエロ側にある地区。橋脚の下にジジーのクラブ「プレジャードーム」がある。
パラディソ（Paradiso）
パリサーデスとジュニパーホロウに挟まれた地区。高台にある住宅街で、ガントブリッジやバッテリーポイントを望むことができる。
パリセーズ（Palisades）
ジュニパーヒルの西の地区で富裕層が多く住む。プレシディオがモデル。
フィナンシャル（Financial）
ダウンタウンの中心部を占める金融街。CJが地方検事をはめたホテルや、四角錐の形をした特徴的なビル「Big Pointy Building(トランスアメリカ・ピラミッドがモデル)」が建っている。
フォスターバレー（Foster Valley）
イースター湾空港の近くにある工業地区。ウェットストーンへと接続している高速道路がある。フォスターシティがモデル。
ミショナリーヒル（Missionary Hill）
サンフィエロ南部の小高い丘で、サンフィエロの町並みを一望することができる。山の頂上には大きな電波塔がそびえ立っている。モデルはサトロ山。

#### フリントカウンティ（Flint County）
広大な農地を擁する農村地域。ほとんど人は住んでおらず、郊外からの労働者が農業に従事している。ミッション『Body Harvest』に登場する農場や、ミッション『Are You Going to San Fierro?』におけるトゥルースの「農場」などがある。
バックオービヨンド（Back O Beyond）
フリントカウンティ南部の未だ人の手が加えられていない針葉樹林。ミッション『Rure』ではラン・ファーリーに迫る追っ手を欺くため、CJがおとりとなって森の中を走り回ることになる。名前の由来はスカーフェイスの曲の歌詞の一節から。
ビーコン・ヒル（Beacon Hill）
フリントカウンティ北部の丘。近くにはガソリンスタンドや、ミッション『Tanker Commander』に登場した運送屋がある。
フォールン・ツリー（Fallen Tree）
フリントカウンティの北にある資材集積所。
フリント・レンジ（Flint Range）
フリントカウンティ北部に広がる農業地帯。ヘレナ・ワンクスタインの自宅（農場）がある。
フリント・インターセクション（Flint Intersection）
フリントカウンティとロスサントスの境目に位置するフリーウェイの交差点。
リーフィーホロウ（Leafy Hollow）
フリントカウンティ中部に位置する地域。トゥルースの大麻栽培農場があった。

#### ウェットストーン（Whetstone）
背の高い針葉樹に覆われたエリア。サンアンドレアスで最も高い岩山であるチリアド山と、その東に広がる盆地から構成されている。
エンジェルパイン（Angel Pine）
サンフィエロ郊外にある町。ロスサントスを追い出されたCJがテンペニーらに連れて来られた場所。エリア内にはファーストフード店、保安官事務所、エンジェルパイン医療センターがある。
シェディ・クリークス（Shady Creeks）
チリアド山の東部に位置する水辺。時折ダートバイクやバギーによるオフロードレースが開催されている。
チリアド山（Mount Chilliad）
サンフィエロの南に位置する岩山。頂上ではマウンテンバイクによる斜面下りが盛んに行われている。山のふもとにエンジェルパインがある。

### ラスベンチュラスおよび周辺地域

#### ラスベンチュラス（Las Venturas）
ネバダ州ラスベガスをモデルとした都市。広大な砂漠に面したオアシスに存在し、街のほとんどがホテルやカジノで埋め尽くされており、市街地の中心がカジノやホテルが乱立しているのに対して外側には住宅街が広がっている。州内で2番目に大きい都市で、マップ上の北東部にある。西部にボーンカウンティがあり、海峡（San Andreas Sound）を隔てた南にレッドカウンティを臨む。ラスベンチュラスの外縁を1周し、サンフィエロやロスサントスからの高速道路とも接続する「ジュリウス・スルーウェイ」と、市の中心部を走り、ジュリウススルーウェイの南北につながる「ハリーゴールド・パークウェイ」を有する。
大通り（The Strip）
ラスベンチュラスを南北に貫く大通り。左右にはカジノホテルが立ち並び、夜にはサンアンドレアス州で最も華やかな場所となる。
フォードラゴンズ・カジノ（The Four Dragons）
CJの盟友ウージーが経営するカジノ。開業して間もないため、度々他のマフィアからの妨害を受けていた。CJの活躍後の経営はそこそこ軌道に乗っている模様。外観のモデルはインペリアル・パレス。
カムアロット・カジノ（Come A Lot）
フォードラゴンズの向かい側にあるカジノ。アーサー王伝説をモチーフにしているが、「ラスベンチュラスで最もつまらないカジノ」という不名誉な実績があるのが現状。モデルはエクスカリバー。
ピンクスワン・カジノ（The Pink Swan）
フォードラゴンズの北隣にあるカジノ。モデルはフラミンゴ。
キャメルズトウ・カジノ（The Camel Toe）
カムアロットの北隣にある古代エジプトをモチーフにしたカジノ。ピラミッド型の建物とその前にあるスフィンクスが目を引くが、実際はそれほど人気でもない。モデルはルクソール。
ハイローラー・カジノ（The High Roller）
ピンクスワンの北隣にあるカジノ。モデルはバリーズ。
ロイヤル・カジノ（Royal Casino）
ハイローラーの向かい側のカジノ。マッド・ドッグはここで飛び降り自殺を図ろうとした。モデルはカジノ・ロイヤル。
パイレーツ・イン・メンズパンツ（Pirates in Men's Pants）
ハイローラーの北隣にある。海賊船や髑髏のオブジェ等、海賊をモチーフとした造りとなっている。モデルはトレジャー・アイランド。
カリギュラス・カジノ（Caligula's Casino）
ラスベンチュラスの中でも歴史が古いカジノ。シンダコ・ファミリー、フォレッリ・ファミリー、レオーネ・ファミリーの共同出資で運営されている。代表はケン・ローゼンバーグ。ミッション『Breaking the Bank at Caligula's』でのカジノ強盗の舞台となる。モデルはシーザーズ・パレス。
ビセージ（The Visage）
ラスベンチュラスの中でも超高級と謳われるカジノ。モデルはミラージュ。
クロウンズポケットカジノ（The Clown's Pocket）
カリギュラスの北隣にあるカジノ。外装はさながらサーカスの劇場のような造りになっている。モデルはサーカス・サーカス。
スターフィッシュ・カジノ（Starfish Casino）
クロウンズポケットの北隣にあるカジノ。モデルはビルズ・ギャンブリン・ホール・アンド・サロン。
旧大通り（Old Venturas Strip）
ラスベンチュラス発祥の地であり、所狭しと建つカジノで夜になるときらびやかな光を放つ場所である。モデルはフレモント・ストリート。なお、本作の時代設定は1992年であるため、現実でいうフレモント・ストリート・エクスペリエンスは建設されておらず、自動車の通行も禁止されていない。
エメラルド・アイル（The Emerald Isle）
ラスベンチュラス最北にあるカジノホテル。モデルはフィッツジェラルド。
ピルグリム（Pilgrim）
カリギュラス、クロウンズポケットの東にある地区。中華様式のショッピングモールがある。
ラスベンチュラス空港（Las Venturas Airport）
大通りから西にほど近い場所にある空港。ジェット機のハンガーや、CJが所有しているものとは別の飛行機教習所がある。モデルはハリー・リード国際空港。
ブラックフィールド（Blackfield）
ラスベンチュラス南西にある地区。バイクチャレンジが行える「ブラックフィールドスタジアム」（モデルはトーマス&マック・センター）とバイク教習所がある。
ブラックフィールド・インターセクション（Blackfield Intersection）
ボーンカウンティ南部とラスベンチュラスをつなぐ交差点。
ブラックフィールド・チャペル（Blackfield Chapel）
ブラックフィールドの南にある教会。
スパイニーベッド（Spinybed）
K.A.C.C.燃料集積所の西隣にある工場地域。
ソベル操車場（Sobell Rail Yard）
ラスベンチュラス東部にある操車場。列車が停まっている様子は見られない。
プリックルパイン（Prickle Pine）
ラスベンチュラス北部の住宅街。イエローベル駅とその近くに「イエローベル・カントリークラブ」が存在する。また、東端にミリー・パーキンスの自宅がある。
グリーングラス大学（Greenglass College）
ブラックフィールドにある大学。
レッドサンズ（Redsands East/West）
ラスベンチュラス西部の住宅街。大通りからさほど遠くないところに位置している。
ロックショア（Rockshore East/West）
ラスベンチュラス南部の住宅街。大通りのさらに南にある。
ホワイトウッド・エステート（Whitewood Estates）
ラスベンチュラス西部にある地区。シンダコ・ファミリーが所有するチップ偽造工場や食肉処理場がある。
リンデンサイド（Linden Side）
ラスベンチュラス東部にある地区。ラスベンチュラスのもう1つの鉄道駅であるリンデン駅がある。
ロカエスカランテ（Roca Escalante）
大通りの北にある地区。LVPD本部が存在する。東には『GTAVC』のラジオ局、V-ROCKをモチーフとしたヴィーロック・ホテル ）V-ROCK Hotel）がある（モデルはハードロック・ホテル）
クリーク（Creek）
ラスベンチュラスの北東に位置するショッピングモール。モデルはブルバードモール。
ラスベンチュラス空港貨物倉庫（LVA Freight Depot）
ラスベンチュラス空港の南に隣接する倉庫。ラスベンチュラスはロスサントスのオーシャン埠頭や、サンフィエロのイースターベイシンのような海路による貨物搬入ができないため、ラスベンチュラスから輸出入される貨物は一度ここに集められる。
K.A.C.C.燃料集積所（K.A.C.C. Military Fuel）
ラスベンチュラス北東に位置する軍の燃料集積所。ミッション『Up,Up,and Away!』にて、CJがここに駐機されているスカイ・クレーン（クレーン付きヘリコプター）を強奪することになる。
ピルソン・インターセクション（Pilson Intersection）
ボーン・カウンティ北部とジュリウス・スルーウェイを繋ぐ交差点。すぐ近くには「Welcome to Fabulous Las Venturas sign」がある。

#### ティエラロバーダ（Tierra Robada）
サンフィエロの北、ラスベンチュラスのはるか西に位置するエリア。エルケブラードス、ベイサイド、アルデアマルバーダ、ラスバランカスの4つの町を擁する。「ティエラロバーダ」とは、スペイン語で「奪われた土地」を意味する。
エルケブラードス（El Quebrados）
ティエラロバーダの北部に位置する町。バーバラ・シュタンバートが勤務する警察署、エルケブラドス医療センターがある。
ベイサイド（Bayside）
ティエラロバーダの最西端の入り江、サンフィエロの北に作られた街。ボートスクールがある。
アルデアマルバーダ（Aldea Malvada）
ティエラロバーダの外れに位置するゴーストタウン。「アルデア・マルバーダ」とは、スペイン語で「不吉な村」を意味する。
シャーマンダム（The Sherman Dam）
ティエラロバーダとボーンカウンティの境目にあるダム。ここの水力発電量はかなり多く、その電力はラスベンチュラスやサンフィエロ、ロスサントスにも供給されている。ミッション『Dam and Blast』にて、CJの手により発電施設に爆弾を仕掛けられる。モデルはフーバーダム。
ラスバランカス（Las Barrancas）
シャーマンダムの近くに位置する街。ラスバランカスとはスペイン語で「断崖絶壁」の意。
ロバーダ・インターセクション（Robada Intersection）
ガーバーブリッジとフリーウェイを繋ぐ交差点。フリーウェイはボーン・カウンティを経由してラスベンチュラスへと至る。

#### ボーンカウンティ（Bone County）
広大な砂漠や岩肌だらけの峡谷を擁するエリア。豊富な資源を有し、油田や採石場などの関連施設も整備されている。また、UFOなどの目撃情報が相次いでいる。
アルコ・デル・オエステ（Arco del Oeste）
シャーマンダムの北部に位置する岩山地帯。CJはここで砂漠の真ん中で生き倒れていたポールとマッカーを拾う事になる。名前はスペイン語で「西洋のアーチ」という意味。
エリア69（Restricted Area / Area 69）
サンアンドレアス州に存在する米軍基地。モデルはエリア51。CJが後にミッションで潜入することになる。「ブラックプロジェクト」（ジェットパック）を含む米軍の最高機密を格納する施設で、周囲は厳重に警備体制が敷かれている。また、地対空ミサイルも配備され、周辺上空は飛行禁止地帯）No fly zone）となっている（侵犯すると地対空ミサイルに攻撃される）。戦車と垂直離着陸機、ヘリコプター、車両が配置されている。内部は「ハーフライフ」のブラックメサ研究所が元ネタになっている（ゴードン・フリーマンが使っていたバールもある）。また、ここに入ると指名手配レベルが5になる。
エル・カスティロ・デル・ディアブロ（El Castillo del Diablo）
岩石が長年の侵食によって削られてできたビュートが点在する地域。ラスブルーハスもこの地域に属する。景観のモデルはモニュメントバレー。名前はスペイン語で「悪魔の城」という意味。
オクタン・スプリングス（Octane Springs）
ボーン・カウンティ西部にある油田地帯。採取された原油はすぐ近くのグリーン・パームスにある石油精製施設に送られる。
グリーン・パームス（Green Palms）
オクタン・スプリングスの西、エリア69の南に位置する石油精製施設。油田地帯で採取された原油を精製している。
ハンター・クアリー（Hunter Quarry）
ラスベンチュラスの西部にある採石場。ミッション『Explosive Situation』にてダイナマイトを強奪する場所。ミッション後は採石場ミッションを受けることができる。
フォートカーソン（Fort Carson）
ラスベンチュラスのすぐ西、エリア69にほど近い町。人口は369人と小規模であるが、ほとんど人が居住していないボーン・カウンティにおいては最大の町である。ケン・ローゼンバーグが薬物中毒のリハビリに通っていたフォートカーソン医療センターがある。ロスサントスにある「VINEWOOD」の看板を模した「FORT CARSON」の看板がある。また、「Fort Carson＝カーソン要塞」の名の通り、この町はかつて軍事要塞があった場所にできたと言われている。モデルはカーソンシティ。
ザ・ビッグイヤー（The Big Ear）
フォートカーソンの外れにある巨大なパラボラアンテナ。人々はここをDevil Ears（悪魔の耳）と呼ぶ。また、ラジオの電波発信源になっている。なお、公式サイトによるとここの強力な電波が原因で、今でも新生児の数人に耳がないという身体障害が発生しているという。
ラスパジャサーダス（Las Payasadas）
ボーンカウンティ最北部にある小さな町。巨大なコック（雄鶏という意味の他にもう一つの意味もある）がある。ラスパジャサーダスはスペイン語で“道化”という意味。
ラスブルーハス（Las Brujas）
アルデア・マルバーダと同じくゴーストタウン。「ラスブルーハス」とはスペイン語で「魔女」を意味する言葉。この付近でヘルナンデスがテンペニーらに殺害されている。
バーダントメドウ（Verdant Meadows）
ラスパジャサーダスの東、エリア69の北辺りにある土地。CJの所有する飛行訓練所がある。バーダントメドウとは英語で「豊緑な草原」という意味であるが、ゲーム中でのバーダントメドウは荒れ果てた荒野である。
リルプローブイン（Li'l Probe Inn）
フォートカーソンの北側にあるモーテル。常に回転している巨大なUFOの看板がある。店内にはUFOや宇宙人などの写真が所狭しと陳列されている。
レギュラー・トム（Regular Tom）
「The Big Ear」の北に位置する間欠泉。間欠泉が噴出する様子を撮影しようと、多くの観光客が訪れている。

### その他

#### 商店
アミュネイション（Ammu-Nation）
様々な武器・銃火器が売られているシリーズ恒例の店。店ごとにラインナップが違っていた前作までと違い、物語を進めることで新しい武器が入荷されてゆく。店内で流れているコマーシャルは「共産主義を打倒した店」など、右翼的な香りの漂うキャッチコピー（殆どプロパガンダにも近いレベル）ばかりである。
トゥウェンティーフォーセブン（24-7）
24時間営業のコンビニエンスストア。24-7は「いつも、どんな時でも」を意味するスラング。
『IV』でも店舗が登場している。

#### 衣料品店
ビンコ（Binco）
小市民向けの最も低価格の服を扱っている店。サンアンドレアス全域に点在。
プロラップス（Pro Laps）
スポーツウェアを取り扱っている店。
サブアーバン（Sub Urban）
カジュアルストア。
ジップ（Zip）
中級のカジュアルストア。『III』にもこの店の看板などが見られる。
ビクティム（Victim）
少々高めの衣料品店。Victimは「被害者」の意で、外観・内装ともに血痕を想起させる赤いシミが多く描かれている。
ディディエル・サッチ（Didier Sachs）
ロスサントスのロデオだけにある超高級店。非常に高価なスーツを中心に取り揃え、腕時計・靴なども最高級品ばかりである。

#### レストラン
クラッキンベル（Cluckin' Bell）
鶏料理（主にフライドチキン）のファーストフード店。店員がニワトリの被り物を被っているのが特徴。モデルは「ケンタッキーフライドチキン」及び「タコベル」
『IV』にも登場。『V』ではクラッキンベルの工場がパレトベイにある。
ラジオCMも用意されており、明るく陽気な調だが歌詞はチキンをこき下ろすとても酷い内容である。
バーガーショット（Burger Shot）
ハンバーガーを扱うファーストフード店。店員はハンバーガー型の帽子を被っている。モデルは「マクドナルド」と「バーガーキング」。バイスシティのノースポイントモール内にも店舗を有する。
クラッキンベルと同じく『IV』と『V』にも登場している。
ウェルスタックドピザ（The Well Stacked Pizza Co.）
ピザを扱うファーストフード店。モデルは「ピザハット」と「ドミノピザ」バイスシティにも店舗を有する。
『IV』では店舗が登場しないが、店員がショッピングモールの裏手にたむろしている所を見ることができる。

#### スポーツジム
ロスサントスに3ヵ所、サンフィエロに1ヵ所、ラスベンチュラスに1ヵ所ある。ベンチプレスセット、ダンベル、トレッドミル、エアロバイクが設置してあり、使用する事で筋肉やスタミナを増加させ、体脂肪を効率的に減らすことができる。筋肉量が40%を超えると、下記の内3ヶ所にいるトレーナーとスパーリングでき、勝てば特定の格闘技を習得できる。
ガントン・ジム（Ganton Gym）
ロスサントスに所在。スウィートがここを利用している。ボクシングを習得できる。プロレス用のリングが設置されているが、ボクシングの試合が行われている。
コブラ・マーシャルアーツ（Cobra Martial Arts）
サンフィエロに所在。中国風の内装が施されマットが敷かれている。中国武術を習得できる。
ビロウ・ザ・ベルト・ジム（Below the Belt Gym）
ラスベンチュラスに所在。中央にリングが設置してあり、それを囲むように多くの器具が置かれている。ボクシングとクリンチ、エルボーバット、踏みつけを習得できる。
ロス・サントスにおいては、マッド･ドッグ邸内のトレーニング室に加え、サンタマリアビーチに「マッスルビーチ」を再現した屋外ジムがある。

### 交通

#### フリーウェイ
サンアンドレアスの各エリアを結ぶ高速道路。片側2車線の高規格道路で立体交差も多用されているが、終点や郊外などには平面交差もある。車両の速度は全体的に速いが、田舎道では低速車（トラクターなど。バイクなどの二輪車系の乗り物も比較的遅く走っている）も走っており、注意が必要。通行料金はかからないが、サンフィエロ北部とティエラロバーダを結ぶガント橋の南端にはゲートがあり、通行する車は一時停車している。

#### 鉄道
ブラウン・ストリーク鉄道が運営しており、州の各エリアを結ぶ形で環状運転を行っている。旅客列車と貨物列車があり、いずれも運転席に乗ることで運転することができる（スピードを出し過ぎると脱線する）旅客列車は客車に乗り込むことでエリア間を無料で移動可能。ロスサントスの西部が長い地下区間となっているほか、サンフィエロとラスベンチュラスの間には長い鉄橋（キンケードブリッジ）が架かっている。大半が複線区間であるが、ラスベンチュラスの一部区間が単線となっている。ただし、複線区間では一部のミッションを除き、内側の線路しか使用されない。

##### 鉄道駅
ユニティー駅（Unity Station）
ロスサントスの中央、エル・コローナに位置する駅。よくここでローライダーの集会が開かれている。モデルはロサンゼルスのユニオン駅。
マーケット駅（Market Station）
ロスサントス西部のマーケット地区にある地下駅。片側にホームがある。
クランベリー駅（Cranberry Station）
ドハティにあるサンフィエロ唯一の鉄道駅。イースターベイシンへの引込線が分岐する。ホームは全駅の中で最大規模だが、2車線のみの使用となっている。
イエローベル駅（Yellowbell Station）
近くにあるゴルフ場、「イエローベル・カントリークラブ」から名付けられたラスベンチュラス北部の住宅街にある駅。この駅のみ両側のホームに出入口がある。
ソベル停車場（Sobell Rail Yard）
リンデン駅のすぐ北側にある停車場。何故か降車することができる。
リンデン駅（Linden Station）
ラスベンチュラスの南東、リンデンサイドにある駅。近くに操車場もある。イエローベル駅から続いていた単線区間はここでまた複線へと戻る。

#### トラム（路面電車）
サンフィエロの市内を走っているが、停車することはなく乗ることも出来ない（開発中に没になった）環状運転を行っており、複線区間と単線区間が存在するが、複線区間では一方の線路しか使用されない。1両編成と2両編成が存在する。

#### 旅客機（定期便）
各エリアの空港を相互に結ぶジェット旅客機。空港のターミナルから搭乗できる。旅客機のダイヤは決まっており、有料だが、鉄道と比べエリア間を高速で移動できる。なお、飛行中の旅客機からパラシュート降下も可能。運賃は500ドル。

## グランド・セフト・オートV版

### 概要
『V』に登場するサンアンドレアス州は『SA』に登場する同名の地域とは構成が異なり、『IV』『CTW』と世界観を共有する。今作では、サンアンドレアス州に属する1つの縦楕円形の島が舞台となる。
島は大きく分けて大都市ロスサントスを抱える「ロスサントス郡（Los Santos County）」とその北に位置する自然豊かな「ブレイン郡（Blaine County）」の2つのエリアに分類される。

### ロスサントス郡（Los Santos County）

#### ロスサントス（Los Santos）
カリフォルニア州ロサンゼルスをモデルとした地域で、州南部に位置する。
モデルとなったロサンゼルス同様、食文化と映画業界で有名な都市である。
モットーは）アメリカ肥満の中心地）。
ハリウッドをモデルにしたバインウッドやビバリーヒルズをモデルにしたロックフォード・ヒルズなどがある。
また、デイビスにはかつての『SA』の面影を彷彿とさせる）グローブ・ストリート）が存在する。
サウス・ロスサントス（South Los Santos）
ロスサントス南部に位置。低所得者向けの住宅が立ち並び、住民の大半がアフリカ系アメリカ人であり、至る所にストリートギャングがひしめく、治安の悪い地帯である。
バニング（Banning）
デイビスとランチョの間に位置するロスサントス南部の地域。
チェンバーレイン・ヒルズ（Chamberlain Hills）
ロスサントス南部の地域であり、ラマーが所属するファミリーズの一派）チェンバーレイン・ギャング・ファミリーズ）の根拠地でもある。
デイビス（Davis）
ロスサントス南部の地域。そこら中にファミリーズやバラスのメンバーがたむろしており、治安は悪い。市庁舎があるので、ロスサントスとは別の都市であることがわかる。モデルはコンプトン。
ストロベリー（Strawberry）
ロスサントス南部に位置する地域。主人公の一人であるフランクリンの最初の隠れ家がある。
ランチョ（Rancho）
デイビスに隣接するロスサントス南部の地域。よくバゴスのメンバーがたむろしている。モデルはワッツ。
ダウンタウン（Downtown）
デルペロ高速道路、ラ・プエルタ高速道路、オリンピック高速道路に囲まれた高層ビル街。FIBやIAAなどの行政機関の庁舎もあり、ロスサントスの中心と言えるピルボックス・ヒルが存在する。
ミッション・ロウ（Mission Row）
イースト・バインウッドとランチョの間に位置する地区。警察に押収された車両などが保管される「押収品保管所」がある。
テキスタイルシティ（Textile City）
ロスサントスのダウンタウンにある一角。数々の店舗が出店しており大きな賑わいを見せている。
ピルボックス・ヒル（Pillbox Hill）
ロスサントスの中心地。市内で最も高いビルである「メイズバンク・タワー」を始め、多くの超高層ビルが林立している。モデルはバンカー・ヒル。
バインウッド（Vinewood）
市街地の北部に位置する地区。映画を始めとするエンターテインメント隆盛の地であり、劇場やナイトクラブが立ち並ぶ。モデルはハリウッド。
アルタ（Alta）
バインウッドとピルボックス・ヒルの間に位置する地域。ロスサントス市庁舎はこの地域に存在する。
バートン（Burton）
ロックフォード・ヒルズに隣接する北部の地域。巨大なショッピングモールである「ロックフォード・プラザ」が目を引く。
ハウィック（Hawick）
アルタとダウンタウン・バインウッドの間に位置する地域。
ダウンタウン・バインウッド（Downtown Vinewood）
バインウッドの中心となる地域であり、世界的に有名な劇場「オリエンタル・シアター」もここにある。
ウェスト・バインウッド（West Vinewood）
ロックフォード・ヒルズとダウンタウン・バインウッドの間に位置する地域。超高層マンション「イクリプスタワー」も存在する。
イースト・バインウッド（East Vinewood）
その名の通りバインウッドの東に位置し、巨大な競技場である「バインウッド・レーストラック」、オンラインでは「ダイヤモンドカジノ&リゾート」が存在する。
ミラー・パーク（Mirror Park）
ロスサントス東部に位置する公園。街に住む人々の憩いの場となっている。周辺は清潔な新興住宅地である。モデルはエコー・パーク。
イースト・ロスサントス（East Los Santos）
サウス・ロスサントスの川を挟んで東側にある工業地帯。移民であるラテン系住民が多く、隣のサウス・ロスサントスから伸長してきたギャングの勢力が流入している。
ムリエタ・ハイツ（Murrieta Heights）
ミラー・パークとエル・ブロ・ハイツの間に位置する地区。
ラ・メサ（La Mesa）
ロスサントス東部の工業地域。マイケル達が強盗の計画を練る際に使った縫製工場がある。また、自動車部品の工場がある
サイプレス・フラット（Cypress Flats）
エリシアン島近くに位置する地域。工業地域であるため多くの工場が立ち並ぶ。モデルはバーノン及びロングビーチ。
エル・ブロ・ハイツ（El Burro Heights）
ロスサントス東部の高台にある地域。レスター・クレストの自宅がある。
サウス・ロスサントス港（Port of South Los Santos）
サウス・ロスサントスよりも南に位置する港湾地帯。埋め立てられた2つの人工島からなり、造船所や海軍基地、倉庫などが存在する。
エリシアン島（Elysian Island）
ロスサントス南部にある島。貨物船の貨物を積み下ろしする為のガントリークレーンや、様々な工場が立ち並ぶ。モデルはターミナル島。
ターミナル（Terminal）
エリシアン島に隣接する港湾施設。
デル・ペロ（Del Perro）
ロスサントス西部に存在し、巨大なビーチや「デル・ペロ・ピア」も存在する人気の観光地。ロスサントスとは別の都市で、小さな市庁舎がある。地区を南北に貫くプロムナードは活気に溢れている。「ロムバンクビル」や、「デル・ペロ・ハイツ」などの高層ビルも存在している。モデルはサンタモニカ。
ラ・プエルタ（La Puerta）
ロスサントス南部、空港にほど近い場所に位置する地域。「プエルト・デル・ソル・マリーナ」や「メイズバンク・アリーナ」など、規模の大きな施設が点在している。
リトル・ソウル（Little Seoul）
ロスサントス中央付近に位置するコリア・タウン。韓国系を始めとするアジア系の移民が多数居住している。地下鉄の駅がある。
ロスサントス国際空港（Los Santos International Airport）
ロスサントスの南端に位置する空港。世界的な大都市の玄関口である為、常に旅客機が発着を繰り返している。しかし設備はそれに追い付いていないらしく、たびたび発着が遅れている。モデルはロサンゼルス国際空港。
モーニングウッド（Morningwood）
ロックフォード・ヒルズとデル・ペロの間に位置する地区。街は大通りを中心に賑わいを見せている。
パシフィック・ブラフス（Pacific Bluffs）
ロスサントス西部に位置する地域。丘の上には総合美術施設である「コルツ・センター」が存在する。精神科医の治療もここで受ける。
リッチマン（Richman）
ロスサントス北西部、ロックフォード・ヒルズに隣接するように位置している地域。サンアンドレアス州立大学がある。
ロックフォード・ヒルズ（Rockford Hills）
ロスサントス北西部一帯を占める高級住宅街。主人公の一人であるマイケルの自宅がある。ライフインベーダー本社や、宝石店などが立ち並ぶポートラ・ドライブもロックフォード・ヒルズにある。また、市庁舎が存在する事からロスサントスとは別の都市である事が分かる。モデルはビバリーヒルズ。
ベスプッチ（Vespucci）
デル・ペロとラ・プエルタの間に位置する地区。街の中を通る運河が存在する。モデルはヴェニス。
バインウッド・ヒルズ（Vinewood Hills）
ロスサントス北部、街を見下ろす丘の上に位置する地域。フランクリンの二番目の自宅がある。

#### ロスサントス市郊外
チュマシュ（Chumash）
ロスサントスの北西、太平洋沿岸にある小さな町。大きなビーチがある為、レジャーを楽しむ人たちが多く訪れる。モデルはマリブ。
パロミノ高地（Palomino Highlands）
サンアンドレアス州の南東部に位置する高地帯。ムリエタ油田やN.O.O.S.E.の本部がある。
タタヴィアム山地（Tataviam Mountains）
イースト・バインウッドの東にある山岳。ランド・アクト貯水池とダムが存在する。
バンナム・キャニオン（Banham Canyon）
チュマシュの東に位置する山岳地帯。ハイキングを目的とした観光客が多く訪れる。
トングバ・バレー（Tongva Valley）
バンナム・キャニオンの北、ブレイン郡との境界に接する渓谷。モデルはトパンガ・キャニオン。
トングバ・ヒルズ（Tongva Hills）
トングバ・バレーの西にある丘陵地。「マーロウブドウ園」が存在。
グレート・チャパレル（Great Chaparral）
ハーモニーの南側に位置する山岳地帯。

##### 施設・観光地
ロックフォード・プラザ（Rockford Plaza）
バートンにある巨大なショッピングモール。モデルはビバリー・センター。
バジャー・ビル（Badger Building）
バインウッドにある、電気通信事業を行う「バジャー社」のビル。モデルはキャピトル・レコード・ビル。
ウィーゼル・プラザ（Weazel Plaza）
ロックフォード・ヒルズにある、放送事業を行う「ウィーゼル社」のビル。モデルはフォックス・プラザ。
メイズバンク・タワー（Maze Bank Tower）
ピルボックス・ヒルの中心にある、市内で最も高い高層ビル。モデルはU.S.バンクタワー。
メイズバンク・アリーナ（Maze Bank Arena）
ラ・プエルタにある一際目立つ競技場。モデルはザ・フォーラムであるが、楕円形の外観や正面ゲートの形状などはロサンゼルス・メモリアル・コロシアムが題材となっている。
アルカディアス・ビジネス・センター（Arcadius Business Center）
ピルボックス・ヒルに存在する、円筒形で構成されたような特徴的なビル。モデルはウェスティン・ボナベンチャー・ホテルであるが、モデルは真上から見ると円筒を4つ並べたような形をしているのに対し、この建物は円筒を3つ並べたような形をしているなど、その外形は大きく異なる。
バインウッド・レーストラック（Vinewood Racetrack）
イースト・バインウッドにある競馬場。敷地内にはカジノも併設されている。モデルはハリウッドパーク競馬場。
ダイヤモンドカジノ&リゾート(Diamond Casino&Resort）
オンラインで上記のバインウッドレーストラックのカジノに代わり建設された。
バインウッド・ボウル（Vinewood Bowl）
バインウッド北部にある野外音楽堂。モデルはハリウッド・ボウル。
バインウッドサイン（Vinewood Sign）
市内のどこからでも見ることができる巨大な『VINEWOOD』の看板。モデルはハリウッドサイン。
シーシュポス・シアター（Sisyphus Theater）
ロスサントスの北部に位置する野外劇場。モデルはグリーク・シアター。
オリエンタル・シアター（Oriental Theater）
バインウッドにある中華様式の劇場。モデルはチャイニーズ・シアター。
バインウッド・ウォーク・オブ・フェーム（Vinewood Walk of Fame）
バインウッドの大通りに存在する、有名人達の名前が彫られた星型のプレートが埋め込まれている歩道。モデルはハリウッド・ウォーク・オブ・フェーム。
ガリレオ観測所（Galileo Observatory）
ロスサントスを見渡す山の上にある観測所。その眺望を見に多くの観光客が訪れている。モデルはグリフィス天文台。
コルツ・センター（Kortz Center）
パシフィック・ブラフスの丘の上に建つ総合美術施設。ミッション「愛国者の哀歌」ではここで銃撃戦が繰り広げられる。モデルはゲティ・センター。
サンアンドレアス州立大学（ULSA/University of San Andreas）
リッチマンにある教育施設。モデルはカリフォルニア大学ロサンゼルス校(UCLA）。
デル・ペロ・ピア（Del Perro Pier）
デル・ペロにある巨大な桟橋。ローラーコースターや観覧車を備えた遊園地「プレジャー・ピア」がある。モデルはサンタモニカ・ピア。
ランチョタワー（Rancho Towers）
ランチョの南端、エリシアン島とを繋ぐ橋のすぐ北にある塔型のモニュメント。モデルはワッツタワー。
リージャン・スクエア（Region Square）
ロスサントスの中心地にある広場。モデルはパーシング・スクエア。
ロスサントス市庁舎（Los Santos City Hall）
アルタに存在するロスサントス市の市庁舎。モデルはロサンゼルス市庁舎。
ポートラ・ドライブ（Portola Drive）
ロックフォード・ヒルズにある一角。マイケル達が宝石強盗として襲った宝石店「ヴァンゲリコ」がある。モデルはロデオ・ドライブ。
GWC&ゴルフ協会（GWC and Golfing Society）
ロスサントス西部にあるゴルフ場。ここでアクティビティの一つであるゴルフを楽しむ事ができる。モデルはロサンゼルス・カントリークラブ。
ミリアム・ターナー陸橋（Miriam Turner Overpass）
ラ・プエルタとエリシアン島を結ぶ巨大な橋。モデルはヴィンセント・トーマス・ブリッジ。
テキーララ（Tequi-la-la）
ウェスト・バインウッドにあるナイトクラブで、店内にはバーカウンターとダンスフロア、ステージにはラブフィストの垂れ幕と楽器が置かれている。不動産として購入する事が出来る他、不審者と変質者ミッション「バインウッド土産：ウィリー」においてトレバーがラブフィストのメンバーであるウィリーの金歯を“拝借”する事となる。またオンラインではフリーサ強盗クリア後にここに飲みに来る。「モーターサイクルクラブ」の原材料補充ミッションでは、店内にいる十数人のロストMCと素手で闘うことになる。モデルはウィスキー・ア・ゴーゴー。
ダンジョン・クロウラー（The Dungeon Crawler）
『IV』のDLCである「TBOGT」のサブミッション「Club Management」に登場したBruce Spadeが経営するナイトクラブ。モデルはザ・ヴァイパー・ルーム。
ジェントリー・マナー・ホテル（Gentry Manor Hotel）
ウェスト・バインウッドにあるホテル。不審者と変質者ミッション「パパラッチ：アイドル」においてフランクリンがビバリーと共に潜入する事となる。モデルはシャトー・マーモント・ホテル。
イクリプスタワー（Eclipse Towers）
ウェスト・バインウッドにある高級マンション。GTAオンラインにおいてはプレイヤーも部屋を購入する事ができる。モデルはシエラ・タワー。
リッチマン・ホテル（The Richman Hotel）
リッチマンの北部、ゴルフ場の北側に位置する大きなホテル。モデルはビバリーヒルズ・ホテル。
チボリ・シネマ（Tivoli Cinema）
モーニングウッドにある劇場。映画の観賞ができる他、マイケル限定の不動産として購入する事ができる。モデルはフォックス・ブルーイン・シアター。
ウィーゼル・モーニングウッド（Weazel Morningwood）
チボリ・シネマから道路を挟んで向かい側にある劇場。こちらはプレイヤーが利用する事は出来ない。モデルはフォックス・ヴィレッジ・シアター。
テンセント・シアター（Ten Cent Theater）
テキスタイルシティにある劇場。マイケル限定不動産として購入可能。モデルはミリオンダラー・シアター。
イプシロンセンター（Epsilon Center）
ロックフォード・ヒルズに位置するイプシロン・プログラムの本部。モデルはセレブリティ・センター。
プエルト・デル・ソル・マリーナ（Puerto Del Sol Marina）
ラ・プエルタにある巨大なマリーナ。プレイヤーも不動産として購入する事によってボートを保管する事が出来る。モデルはマリナ・デル・レイ。
N.O.O.S.E（National Office Of Security Enforcement）
パロミノ高地の北にある国家安全保障執行局、通称N.O.O.S.E（ヌース）のSA支部。軍事基地などとは異なり侵入しても手配度が付く事はない。オンラインでは施設内に進入するミッションがあり、膨大な量のスーパーコンピュータが確認できる。
ランド・アクト・ダム（Land Act Dam）
ロスサントスの東、タタヴィアム山地の中にあるダム。上流側には貯水池も存在する。モデルはパコイマ・ダム。

### ブレイン郡（Blaine County）
島中〜北部の広大な起伏にとんだ土地で、チリアド山などの山々とアラモ海という湖の周辺に砂漠や幾つかの町が広がっている。カリフォルニア州南部の複数の郡がモデルとなっている。

治安はすこぶる悪く、武器密輸や密猟、麻薬密造、大麻の栽培などの犯罪が横行し、山奥には食人族まがいのカルト宗教団体が潜む。
本作に登場するものは架空の郡であるが、「ブレイン郡」という地名そのものはアメリカ各地に実在する。

#### 町・村など
グレイプシード（Grapeseed）
アラモ海の北東にある農村。プレイヤーが初めて航空機に乗る事になる「マッケンジーフィールド飛行場」や、ロストMCの小さな拠点がある。
ハーモニー（Harmony）
ブレイン郡の南部、全体マップの中央付近にある小さな村。
パレト・ベイ（Paleto Bay）
ブレイン郡の北西、サンアンドレアスの最北端に位置する町。作中では強盗ミッションにおいてこの町の銀行を襲う事になる。モデルはフィルモア。
サンディ海岸（Sandy Shores）
アラモ海の南岸にある町。主人公の一人であるトレバーの自宅がある。モデルはデザート・ショアーズ。
スタブシティ（Stab City）
アラモ海の西岸にある集落。サンアンドレアス州におけるロストMCの拠点になっている。モデルはスラブシティ。
ガリラヤ（Galilee）
アラモ海の北岸にある極めて小さな集落。名前の由来はガリラヤ。

#### その他の地域
アラモ海（Alamo Sea）
ブレイン郡の中央にある巨大な湖。ここから西側にザンクード川とキャシディ・クリークという2つの川が流れ出している。トライアスロンの実況アナウンサーによると水質が極めて悪く、泳ぐのが危険な程だという（事実、トレバーの自宅のすぐ近くの岸辺にはおびただしい量の魚の死骸が打ち上げられている）。モデルはソルトン海。
チリアド山自然保護区（Chiliad Mountain State Wilderness）
チリアド山の西にある自然保護区。トレバーを操作している時はここで狩猟ミッションを受けられる。保護区内には地図に記載されていない高い塀で囲まれたカルト宗教の集落が存在する。
パレト・フォレスト（Paleto Forest）
パレト・ベイの南にある森林地帯。常緑高木が多く生えており、製材所も存在する。チリアド山山頂行きのケーブルカーの乗り場がある。
デイビス・クォーツ（Davis Quartz）
ブレイン郡の東にある露天掘り式の鉱山。
チリアド山（Mount Chilliad）
ブレイン郡の北部にある山。全体マップの中で標高が最も高い。山頂へはケーブルカーを使って登る事ができ、遠くにロスサントスの街並みを望む事ができる。ブレイン郡の各地にある展望台に設置されている案内板から、標高2,744mである事が分かる。また、山頂においてUFOの目撃情報が報告されている。山の内部には核ミサイルの発射管理施設が50年前から存在する。核兵器維持予算は年間1億ドルと限界があるため、長い年月をかけてトンネルの整備、ネットワークの更新が行われている。
ゴルド山（Mount Gordo）
チリアド山の東に位置する山。登山道が整備されており、山頂ではヨガを嗜む事ができる。深夜になると女性の幽霊が出ると噂されている。
ジョサイア山（Mount Josiah）
チリアド山の南西に位置する山。山麓にフォート・ザンクードが存在する。チリアド山やゴルド山とは異なり登山道はない。
ラトン・キャニオン（Raton Canyon）
チリアド山自然保護区とジョサイア山に挟まれた渓谷地帯。アラモ海から太平洋に注ぐ、キャシディ・クリークが流れている。
北チュマシュ（North Chumash）
ジョサイア山の西、ルート1に沿って存在する地域。特に集落などはなく、ドライブインや桟橋、そしてグレート・オーシャン高速道路が存在するのみである。
ブラドック・パス（Bradock Pass）
ゴルド山とチリアド山の間に存在する谷。谷の中央にグレート・オーシャン高速道路が通っており、すぐ南にグレイプシードがある。
ラゴ・ザンクード（Lago Zancudo）
フォート・ザンクードの南を流れる川。アラモ海から西に流れるザンクード川の下流側名称でもある。
サン・チアンスキー山脈（San Chianski Mountain Range）
ブレイン郡の東部に連なる山脈。山奥にヒューメイン研究所が存在する。
グランド・セノーラ砂漠（Grand Senora Desert）
アラモ海の南部一帯に広がる砂漠。モデルはソノラ砂漠。

##### 施設・観光地
フォート・ザンクード（Fort Zancudo）
ブレイン郡西部、ジョサイア山の麓に位置するアメリカ軍基地。不法侵入すると手配度が付き、駐留している部隊に攻撃される。GTAオンラインでは格納庫を購入した場合は手配度がつかない。
ヒューメイン研究所（Humane Labs and Research）
サン・チアンスキー山脈の奥地にある研究所。）Humane）＝「人道的」と名乗ってはいるが、化学兵器を開発しているなど行っている事はむしろ非人道的である。
セノーラ国立公園（Senora National Park）
グランド・セノーラ砂漠にある国立公園。モデルはジョシュア・ツリー国立公園。
ビーム・ミー・アップ（Beam Me Up）
セノーラ国立公園の一角にある巨大なアート作品。モデルはサルヴェーション・マウンテン。名前の由来は『スタートレック』における劇中の台詞から。
レッドウッド・ライト・トラック（Redwood Lights Track）
ハーモニーの東、グランド・セノーラ砂漠の南にあるモトクロス競技場。
トムソン・スクラップヤード（Thomson Scrapyard）
グランド・セノーラ砂漠の一角に存在するスクラップヤード。敷地内には廃棄され解体された航空機などが点在している。
ボーリングブローク刑務所（Bolingbroke Penitentiary）
グランド・セノーラ砂漠の東側に位置する刑務所。
マッケンジーフィールド飛行場（McKenzie Field Hangar）
グレイプシードに存在する小さな飛行場。小型機しか入れない。トレバー・フィリップス・インダストリーズが所有している。
サンディ海岸飛行場（Sandy Shores Airfield）
サンディ海岸に存在する飛行場。当初はロストMCが占拠していたが、ミッション内で一掃した後はトレバー・フィリップス工業による武器密売で使用される（このため、トレバーに限りロスサントス国際空港の格納庫を購入できない）。
ロン・オルタネット・ウィンドファーム（Ron Alternates Wind Farm）
ブレイン郡の東にある巨大な風力発電施設。
エル・ゴルド灯台（El Gordo Lighthouse）
ゴルド山の麓にある灯台。
以下の地域はサンアンドレアス州ではないが、作中で訪れる地域である為本記事に記載する。

### ノース・ヤンクトン州（State of North Yankton）
「プロローグ」及び「埋められた真実」ミッションでのみ訪れる地域。カナダと国境を接し、常に雪が降り積もる極寒の大地でもある。モデルはノースダコタ州。
ルーデンドルフ（Ludendorff）
ノース・ヤンクトン州にある小さな町。教会の墓地には9年前の事件で死亡した）マイケル・タウンリー）（実際はマイケルに偽装されたブラッドリー・スナイダー）の遺体が埋葬されている。モデルはファーゴ及びビスマーク。
町の名前はビスマルク同様にドイツの政治家であるエーリヒ・ルーデンドルフにちなんでいる。

#### 施設など
ポロック・シネマ（Pollock Cinema）
ルーデンドルフの町中に位置する小さな劇場。モデルはファーゴ・シアター。
また、作中ではカーサーシティが名前のみ語られたりラスベンチュラスの看板が写された写真がある。

### 交通

#### 高速道路
全線が無料で、ロスサントス市内から島の東岸を経由してパレト・ベイへ到る郊外への道路と、ロスサントス市内を回る道路がある。市内線はほぼ終日混雑しているが、郊外線は北へ行けば行くほど道が空いてくる。市内はジャンクションが多く、あちこちへ道が枝分かれしているため、道を間違えると非常に大回りすることになる。なお、北部のブレイン郡へ行くには一番早い道路である。
ラ・プエルタ高速道路（La Perta Freeway）
リトル・ソウル、サウス・ロスサントス、ラ・プエルタを経由してロスサントス市内の中央を南北に走るフリーウェイ。デル・ペロ高速道路、オリンピック高速道路、エリシアン・フィールズ高速道路に接続。
オリンピック高速道路（Olympic Freeway）
ダウンタウン、サウス・ロスサントス、イースト・ロスサントスを経由して市東部を東西に走るフリーウェイ。ラ・プエルタ高速道路、デル・ペロ高速道路、パロミノ高速道路に接続している。
エリシアン・フィールズ高速道路（Elysian Fields Freeway）
イースト・ロスサントスからエリシアン島でラ・プエルタ高速道路と接続する短い区間の高速道路。
ロスサントス高速道路（Los Santos Freeway）
イースト・バインウッドから北東の郊外方面に伸びる高速道路。パロミノ高速道路とはタタヴィアム山地を挟んで、並行に走っている。ブレイン郡との境界付近でセノーラ高速道路と接続。
デル・ペロ高速道路（Del Perro Freeway）
ロスサントスの東西を結ぶ市内の主要高速道路の一つ。ロスサントス郡内のすべての高速道路と接続している。
パロミノ高速道路（Palomino Freeway）
イースト・ロスサントスからブレイン郡方面に伸びるタタヴィアム山地より東側の高速道路。
グレート・オーシャン高速道路（Great Ocean Highway）
サンアンドレアス州内で最も長い区間の高速道路。南はデルペロ高速道路、北はアラモ海付近でセノーラ高速道路と接続しており、名称の通り、州の沿岸部に沿って敷設されている。
セノーラ高速道路（Senora Freeway）
ブレイン郡の東部を南北に走る高速道路。グレイプシードを経由し、ロン・オルダネット・ウィンドファーム付近でロスサントス高速道路とパロミノ高速道路に分岐している。

#### ロスサントス交通 / LST（Los Santos Transit）
ロスサントス市営交通機関であり、市内の一般道を走るバス「The Bullet」とロスサントス市内を循環するライトレール「The Arrow」を運営している。このほか郊外へ伸びる貨物線もあり、エリシアン島に貨物ターミナルが存在する。プレイヤーが利用できるのはライトレールのみで、貨物線を走行する貨物列車を利用することはできない。また、運転士を銃で射殺したり、線路に爆弾を仕掛けて爆破しても列車は影響を受けない。なお、ライトレールにはごく稀に乗車すると列車から降りられなくなるバグが確認されている。モデルはロサンゼルス郡都市圏交通局。
The Arrow
サウス・ロスサントスのデイビス駅とロスサントス国際空港第4ターミナル駅を結ぶ路線。起終点駅にあるループ線を回って折り返す仕組みのため、車両は一方向のみに進む(その関係上、ドアは片方しか開かない）。ピルボックス北駅は建設中のため、列車は停車しない。
地下区間
ピルボックス南-ストロベリー間
プエルト・デル・ソル-ロスサントス国際空港第4ターミナル間
地上区間
デイビス-ピルボックス南間
ストロベリー-プエルト・デル・ソル間
| 駅名                                                     | 近隣施設                                            | 所在地                                                |                                                       |
| -------------------------------------------------------- | --------------------------------------------------- | ----------------------------------------------------- | ----------------------------------------------------- |
| デイビス駅 Davis Sta.                                    | メイズバンク・アリーナ Maze Bank Arena              | デイビス Davis                                        | カーソン・アベニュー Carson Ave.                      |
| ピルボックス南駅 Pillbox South Sta.                      | メイズバンク・タワー Maze Bank Tower                | ピルボックス・ヒル Pillbox Hill                       | アルタ・ストリート Alta St.                           |
| リトル・ソウル駅 Little Seoul Sta.                       | ラ・プエルタ高速道路 La Puerta Fwy                  | リトル・ソウル Little Seoul                           | サンアンドレアス・アベニュー San Andreas Ave.         |
| デル・ペロ駅 Del Perro Sta.                              | デル・ペロ・ピア Del Perro Pier                     | デル・ペロ Del Perro                                  | プロスペリティ・ストリート Prosperity st.             |
| ポートラ・ドライブ駅 Portola Drive Sta.                  | ロスサントス・ゴルフクラブ Los Santos Golf Club     | ロックフォード・ヒルズ Rockford Hills                 | ポートラ・ドライブ Portola Drive                      |
| バートン駅 Burton Sta.                                   | ロックフォード・プラザ Rockford Plaza               | バートン Burton                                       | サン・ヴィータス大通り San Vitus Blvd.                |
| ピルボックス北駅 Pillbox North Sta.                      |                                                     | ダウンタウン Downtown                                 | エルジン・アベニュー Elgin Ave.                       |
| ストロベリー駅 Starawberry Sta.                          | オリンピック高速道路 Olympic Fwy                    | ストロベリー Strawberry                               | ストロベリー・アベニュー Strawberry Ave.              |
| プエルト・デル・ソル駅 Puerto Del Sol Sta.               | プエルト・デル・ソル・マリーナ Perto Del Sol Marina | リトル・ソウル Little Seoul                           | イノセンス大通り Innocence Blvd                       |
| ロスサントス国際空港駐車場駅 LSIA Parking Sta.           | ロスサントス国際空港駐車場 LSIA Parking             | ロスサントス国際空港 Los Santos International Airport | デイビス・アベニュー Davis Ave.                       |
| ロスサントス国際空港第4ターミナル駅 LSIA Terminal 4 Sta. | ロスサントス国際空港第4ターミナル LSIA Terminal 4   |                                                       | ロスサントス国際空港 Los Santos International Airport |

#### ロスサントス国際空港 / LSIA（Los Santos International Airport）
ロスサントス南部の港湾地帯に位置する国際空港。一部のミッションを除いてプレイヤーが敷地内に侵入すると手配度が付くが、マイケルとフランクリンは航空機用の格納庫を不動産として購入する事が可能であり、購入した場合は格納庫内に乗り物を保管出来るほか、敷地内に駐機されている機体に乗り込んで操縦することができる。

### 企業（店舗）
『V』に登場する架空の企業。旧作から引き続き登場する企業が殆ど。プレイヤーが利用できる店舗、施設以外にも多くの企業が存在する。

#### 飲食系
- プレイヤーが利用可

24-7（トゥウェンティフォーセブン）
コンビニエンスストア。店主を脅して強盗することもできる。モデルは、7-11(セブンイレブン)。24-7とは「四六時中」という意味。
Sprunk（スプランク）
緑色の缶が目印の清涼飲料水。街中にある自動販売機で購入できる。モデルはスプライト。
E-Cola（Eコーラ）
"Deliciously Infectious!"（感染する美味しさ！）をキャッチコピーとする赤いパッケージの清涼飲料水。モデルはコカ・コーラ。名前の由来はE. Coli。
Pißwasser（ピスワッサー）
ドイツのラガービール。輸出しかしていないらしく、モットーは"German Fighting Lagar For Export Only"。テレビやラジオでCMを流しているが、それによればこのビールを飲むことはアメリカの愛国者の証らしい。ちなみにピスワサーとはドイツ語で「小便の水」。転じてまずいビールという意味。
- プレイヤーが利用不可

Liquor Ace（エース酒店）
トレバーが覚醒剤密造の隠れ蓑として使っている酒店。一応は酒店という体裁を保っているため、1階ではビールなどを販売しているようだが、2階ではシェフが腕によりをかけて薬物を「調理」している。オンラインでは「24-7」同様スナックやたばこを購入できる。
Burger Shot（バーガー・ショット）
ハンバーガーのファストフードチェーン店。モデルはバーガーキングとマクドナルド。
Cluckin' Bell（クラッキン・ベル）
フライドチキン類のファストフードチェーン店。モデルはケンタッキーフライドチキンとタコベル。パレト・ベイに工場がある。
Bean Machine Coffee（ビーン・マシン・コーヒー）
カフェのチェーン店。
Up-n-Atom Burger（アップ・アンド・アトムバーガー）
本作から登場したファストフードチェーン店。サンアンドレアス州各地に出店している他、パレト・ベイの東にはダイナーとして開業した第1号店がある。モデルはイン・アンド・アウトバーガー。
1週間分の脂肪分、糖分、塩分を1セットで提供すると謳う、とてつもないジャンクフードをCMで宣伝している。

#### ファッション系
- プレイヤーが利用可

Binco（ビンコ）
『SA』から登場した店。低価格の服を販売している。
Sub Urban（サブ・アーバン）
『SA』から登場した店。中流階級向けの服を販売している。
Ponsonbys（ポンソンビーズ）
今作初登場の高級紳士服店。すべて高級品ばかり販売されている。
Tattoo Parlor（タトゥー・パーラー）
体に刺青を入れられる店。
- プレイヤーが利用不可

Anna Rex（アナ・レックス）
下着やストリートファッションを専門とするファッションブランド。ちなみにこのメーカー名はアナルセックスを文字ったスラング。
Didier Sachs（ディディエル・サッチ）
『SA』から登場した高級紳士服店。ロックフォード・ヒルズのモールに入っている。アマンダが万引きをした店でもある。

#### 武器店
Ammunation（アミュネーション）
シリーズおなじみの武器販売チェーン店だが今回ではアウトドア用品の専門店としても営業しているようである。ストーリーを進めるごとに新しい武器が入荷される。
また、テレビやラジオのCMを聞くと終末論者向けに「アポカリプス・キット」という武器や酒のセットも販売しているらしい。その内容は大量の武器弾薬、3か月分の食料、酒、たばこ、尿を飲料水にする浄水器、ポルノ雑誌、避妊具、自決用の毒薬である。テレビCMでは「丘の向こうから数百万のゾンビが押し寄せてきたとき、後悔しないためにも」という宣伝文句が付いている。
企業のモットーは"Protecting Your Rights"「あなたの権利、守ります」。

#### メディア
Lifeinvader（ライフインベーダー）
人気のSNSサイトだが、「世界がどうにもならなくなった元凶」とも言われている。CEOのジェイ・ノリスが暗殺されて以降、株価が急落した。
EyeFind（アイファインド）
大手検索エンジン。地図サービス"EyeFind Map"も提供しているが、人の家のトイレまで見えるとしてニュースで問題視されている。モデルはグーグル。
CNT（シーエヌティー）
テレビ局。正式名はConglomerated National Television。セーフハウスのテレビでこの局の番組を見ることが可能。「インポマン」というアニメ番組やFIB捜査官がホストを務める「楽園の下半身」などを放送している。
WEAZEL（ウィーゼル）
テレビ局。前作から引き続き登場する「宇宙戦隊リパブリカン」の新作や、自慰の恐怖を教える5人の戦隊ヒーローアニメ「カンフー・レインボー・レーザー隊」、タレント発掘系番組の「フェイム・オア・シェイム」などが放送されている。インターネットでニュース記事も配信しているが、相変わらず右翼的である。フォックス放送がモデル。
Liberty Tree（リバティー・ツリー）
新聞社。『III』から登場。モデルはニューヨーク・タイムズ。インターネットで配信されているニュースを見ることができる。キャッチコピーは"Yesterday's News Today."。
The Daily Globe（デイリー・グローブ）
新聞社。インターネットで記事を配信している。
Public Liberty Online（リバティ市公共放送局）
公共放送局。ネットで記事を読むことができる。
Los Santos Meteor（ロスサントス・メテオ）
ロスサントスの新聞社。街中で販売機が見られるほか、ネットでも記事を読むことができる。
Richards Majestic（リチャーズ・マジェスティック）
バインウッド映画界の重鎮、ソロモン・リチャーズが代表を務める映画プロダクション。ロックフォード・ヒルズに巨大なスタジオを構えている。ある人物によって地上げされそうになっている。

#### 乗り物販売店
店舗は街に存在せず、インターネット上で購入することになる。購入すると24時間でガレージに配達される。
Legendary Motorsport（レジェンダリー・モータースポーツ）
超高級車ばかりを「お値打ち価格」で取り揃えている。資産が足りない客にも夢を提供しているとサイトに書かれている。
Southern San Andreas Super Autos（南サンアンドレアススーパーオート）
高級車から庶民車、バイクやバギーまで幅広い車種を取り扱っている。
Elitas Travel（エリータス・トラベル）
飛行機専門店。ビジネスジェットからスタント機、農薬散布機、ヘリコプターまで取り扱っている。販売するのは非武装機に限る。
Warstock Cache & Carry（ウォーストック・キャッシュ・アンド・キャリー）
軍使用の4駆や輸送トラック、果ては戦闘ヘリから戦車まで取り扱っている。
Pedal & Metal（ペダル・アンド・メタル）
自転車専門店。ロードバイクからマウンテンバイク、BMXまで取り揃えている。
Dock Tease（ドック・ティース）
ボート専門店。ヨットやスピードボートを取り扱っている。

#### 乗り物メーカー
Albany（アルバニー）
アメリカの自動車メーカー。
Annis（アニス）
日本の自動車メーカー。
Benefactor（ベネファクター）
ドイツの自動車メーカー。
Bürgerfahrzeug（BF）
ドイツの自動車メーカー。
Bravado（ブラヴァド）
アメリカの自動車メーカー。フランクリンの愛車、Buffalo（バッファロー）はこのメーカーの車種。
Brute（ブルート）
アメリカの自動車メーカー。主に商用車を製造している。
Bollokan（ボーロカン）
韓国の自動車メーカー。
Buckingham（バッキンガム）
航空機メーカー。主にビジネスジェットやヘリコプターを製造している。
Canis（カニス）
アメリカの自動車メーカー。ラインナップはSUVやオフロード車が中心。トレバーの愛車、Bohdi（ボーディ）はこのメーカーの車種。
Chariot（チャリオット）
霊柩車を製造するコーチビルダー。
Cheval（シュヴァル）
アメリカの自動車メーカー。
Classique（クラシーク）
アメリカの自動車メーカー。
Coil（コイル）
アメリカの電気自動車メーカー。軍用レールガンの開発も行っている。
Declasse（デクラス）
アメリカの自動車メーカー。
Dundreary（ダンドリアリー）
アメリカの自動車メーカー。
Dinka（ディンカ）
日本の自動車およびバイクメーカー。
Dewbauchee（デュボーシー）
イギリスの自動車メーカー。
Emperor（エンペラー）
日本の自動車メーカー。
Enus（エナス）
イギリスの自動車メーカー。ラインナップは高級車が中心。
Fathom（ファゾム）
日本の自動車メーカー。
Gallivanter（ガリバンター）
イギリスの自動車メーカー。
Grotti（グロッティ）
イタリアの自動車メーカー。ラインナップはスーパーカーが中心。
HVY
重機や工業用車両などを製造しているメーカー。名称は"Heavy"の短縮形から。
Imponte（インポンテ）
アメリカの自動車メーカー。
Invetero（インヴェテーロ）
アメリカの自動車メーカー。スポーツカーのCoquette（コケット）のみを製造している。
Jobuilt（ジョービルト）
アメリカの自動車および航空機メーカー。トレーラーヘッドやジェット戦闘機などを製造している。
Karin（カリン）
日本の自動車メーカー。
Lampadati（ランパダーティ）
イタリアの自動車メーカー。
Liberty City Cycles（リバティー・シティ・サイクルズ）
クルーザー (オートバイ)やチョッパーを製造するバイクメーカー。
Maibatsu Corporation（マイバツ）
日本の多国籍企業複合体。自動車やバイク、ヘリコプター、家電のほか、巡航ミサイルも製造している。
Mammoth（マンモス）
アメリカの自動車および航空機メーカー。オフロードタイプの自動車やジェット戦闘機を製造している。
Maxwell（マクスウェル）
イギリスの自動車メーカー。
MTL
主に大型トラックを製造しているメーカー。名称は"Metal"の短縮形から。
Nagasaki（ナガサキ）
日本のメーカー。小型バギーやモーターボート、ヘリコプターを製造している。
Obey（オベイ）
ドイツの自動車メーカー。マイケルの愛車、Tailgater（テイルゲイター）はこのメーカーの車種。
Ocelot（オセロット）
イギリスの自動車メーカー。
Pegassi（ペガッシ）
イタリアの自動車およびバイクメーカー。ラインナップはスーパーカーが中心。
Principe（プリンシペ）
イタリアのバイクおよび自動車メーカー。
Pfister（フィスター）
ドイツの自動車メーカー。リアエンジン車のComet（コメット）など、スポーツカーを中心に製造している。
Rune（ルーン）
ロシアのメーカー。自動車のほか、原子力潜水艦も製造している。
Schyster（シャイスター）
アメリカの自動車メーカー。
Shitzu（シッツ）
日本のメーカー。バイクやモーターボートを製造している。
Stanley（スタンリー）
トラクターを製造するメーカー。
Toundra（ツーンドラ）
フランスの自動車メーカー。
Truffade（トリュファード）
フランスの自動車メーカー。
Ubermacht（ウーバーマフト）
ドイツの自動車メーカー。
Vapid（ヴァピッド）
アメリカの自動車メーカー。
Vulcar（ボルカー）
スウェーデンの自動車メーカー。
Vysser（ヴィサー）
オランダの自動車メーカー。
Weeny（ウィーニー）
小型車のIssi（イッシー）を中心に製造する自動車メーカー。
Western Company（ウェスタン・カンパニー）
ヘリコプターを中心に製造する航空機メーカー。
Western Motorcycle Company（ウェスタン・モーターサイクル・カンパニー）
アメリカのバイクメーカー。
Zirconium（ジルコニウム）
アメリカの自動車メーカー。

#### 娯楽施設
Bahama Mamas West（バハマ・ママズ・ウェスト）
バー。リバティーシティに本店がある。
Los Santos Golf Club（ロスサントス・ゴルフクラブ）
ロスサントスの中心部にあるゴルフ場。場内は鳥がさえずるなど落ち着いた雰囲気。全部で9ホールある。ゲーム内で購入できる不動産で最も高額。
Vanilla Unicorn（バニラ・ユニコーン）
ストリップ・クラブのチェーン店。後にトレバーらが乗っ取り自宅にする。
Yellow Jack Inn（イエロー・ジャック・イン）
トレバー行きつけのブレイン郡にある飲み屋。ダーツをプレーすることができる。

#### 金融機関
- プレイヤーが利用可

LIberty City National Exchange（リバティシティー国立証券取引所）
リバティシティーにある証券取引所。インターネットで株取引を行える。モデルはニューヨーク証券取引所。
BAWSAQ（バウサック）
こちらもリバティーシティにある証券取引所。モットーは"Dealing Life's Ups and Downs"。LCNとの違いはソーシャルクラブのアカウントを持っていないとアクセスできない点である。モデルはNASDAQ。BAWSAQとはスコットランド語の読み方で「金玉袋」を指す。
Maze Bank（メイズ・バンク）
ロスサントスを本拠地にするメガバンク。バスケットボールチームのロスサントス・パニックのホームスタジアムの命名権も持っている。マイケルはこの銀行に口座を開設している。モデルはU.S.バンコープ。
Fleeca（フリーサ）
大手クレジットカード会社。銀行業にも進出しておりフランクリンが口座を開設している。モデルはVisa。オンラインでは高速道路沿いの銀行を強盗する。
Bank of Liberty（バンク・オブ・リバティ）
リバティーシティのメガバンク。前作で強盗の被害に遭った銀行である。トレバーはこの銀行に口座を開設している。モデルはバンク・オブ・アメリカ。
- プレイヤーが利用不可

Blaine County Savings Bank（ブレイン郡貯蓄銀行）
ブレイン郡のパレト・ベイに本店を構える貯蓄銀行。保安局が犯罪組織から違法に巻き上げた多額の紙幣が保管されている。
Shark（シャーク）
クレジットカード会社。カードのグレードがサメの種類名というユニークな会社である。Sharkには遠まわしに「高利貸し」という意味がある。

#### 医療機関・製薬会社
- プレイヤーが利用可

The Bay Care Center（ベイ・ケア・センター）
パレト・ベイに位置する診療所。火葬場と葬儀屋も併設している。
Central Los Santos Hospital（セントラル・ロスサントス病院）
泌尿器科、放射線科、超音波治療、内視鏡、救急救命などに対応している総合病院。医者や看護師の対応がひどいらしく、マウント・ゾナー医療センターのCMで批判されている。
Mount Zonah Medical Center（マウント・ゾナー医療センター）
ロックフォード・ヒルズに位置する総合病院。Zonahとはヘブライ語で売春婦を意味する。
Pillbox Hill Medical Center（ピルボックス・ヒル医療センター）
ピルボックス・ヒルに位置する総合病院。不審者とカーチェイスを繰り広げた俳優のアル・ディ・ナポリがビルに突っ込んだことで有名となる。
Sandy Shores Medical Center（サンディー海岸医療センター）
サンディ海岸に位置する診療所。形成外科、産婦人科、肥満治療、救急救命に対応している。
- プレイヤーが利用不可

Betta Pharmaceuticals（ベッタ製薬）
製薬会社。勃起不全の治療薬モリスという薬が売れ筋商品だが、ライバル企業に押され気味で株価が振るわなかった。しかし、何者かによってその会社のCEOが暗殺されたため、再び株価が上昇した。
Bilkington Research（ビルキントン・リサーチ）
製薬会社。新しい勃起不全治療薬プライアポルの売り上げを大きく伸ばしている。順調な業績の陰でプライアポルは廃人製造機とも揶揄される代物であり、それを良しとしない者の策略によりCEOのブレット・ロワリーが暗殺され、株価が急落した。
Deludamol（デルダモル）
人気の鎮痛剤。"For a night you'll never remember"がキャッチコピー。かなり強い効き目があるらしく、ほとんどの利用者は痛み止めとしてではなくハイになるために服用しているとニュースで紹介されている。
Eclipse Medical Tower（イクリプス・メディカル・タワー）
総合病院。1階にビーンマシンとベッタ製薬の薬局が入っている。何者かにより、このビルの窓拭きの係員が暗殺されるという事件が発生している。

#### 電子機器
Panoramic（パノラミック）
大手電子機器メーカー。モデルはパナソニック。主人公のセーフハウスのテレビはほとんどこの会社のものである。
WIWANG（ウィワング）
大手電子機器メーカー。モデルはサムスン電子。ロスサントスのリトルソウルにビルを所有している。
Kakagawa（カカガワ）
大手電子機器メーカー。モデルは横河電機。街中にあるダンボールの大半がこのメーカーのものである。
Thrift Ex（スリフト・エクス）
大手電子機器メーカー。街中で社名が入ったコンテナを見かける。
Badger（バジャー）
大手携帯電話会社。フランクリンが持っているスマートフォンはこの会社のもの。モデルはT-モバイル。
Facade（ファサード）
電子機器メーカー。トレバーが使っているスマートフォンはこの会社のもの。モデルはマイクロソフト。
Fruit Computer（フルーツ・コンピュータ）
電子機器メーカー。会社のロゴはバスケットに盛られた果物をかたどったものだが、見方によっては陰茎を模した形状にも見える。マイケルが使っているスマートフォンはこの会社のもの。モデルはApple。
Whiz Wireless（ウィズ・ワイアレス）
大手携帯電話会社。モデルはベライゾン・ワイヤレス。CMでは採用している通信規格は驚異の第9世代であると宣伝されている。

#### その他企業
RON（ロン）
サンアンドレアス全域に展開するガソリンスタンド。会社の正式名称は"Refueling Our Nation"。キャッチコピーは"Put RON in Your Tank"で、エッソのそれをもじったものである。広大な風力発電所も運営している。
Xero（ゼロ）
ガソリンスタンドのチェーン。BAWSAQ上場企業でもある。
Los Santos Custom（ロスサントス・カスタム）
1987年創業のチューニングショップ。車の修理からドレスアップまで幅広く対応している。
Gruppe Sechs（グルッペ・ゼクス）
民間警備会社。マイケルの自宅はこの会社に警備されているようである。現金の輸送も請負っているらしく、街中で輸送トラックを見かける。
Merryweather Security Consulting（メリーウェザー・セキュリティ・コンサルティング）
民間軍事会社。元ネイビー・シールズのドナルド・パーシバルが代表を務めている。BAWSAQ上場企業でもあるが、もろもろの事情により株価は滅法低い。
Trevor Philips Industries（トレバー・フィリップス工業）
主人公の一人トレバーが代表を務める組織。略称は「TPI」。トレバー・フィリップス・エンタープライズと呼ぶ時もある。業務は違法薬物の密造及び販売、銃火器の密売。代表はトレバー・フィリップス。CEOにロナウド・チャコスキー。社員はウェイド・ハーバート、シェフ。またGTA5オンラインでは主人公もトレバーによって(無理矢理)社員にさせられている。